# 미클롱 공항

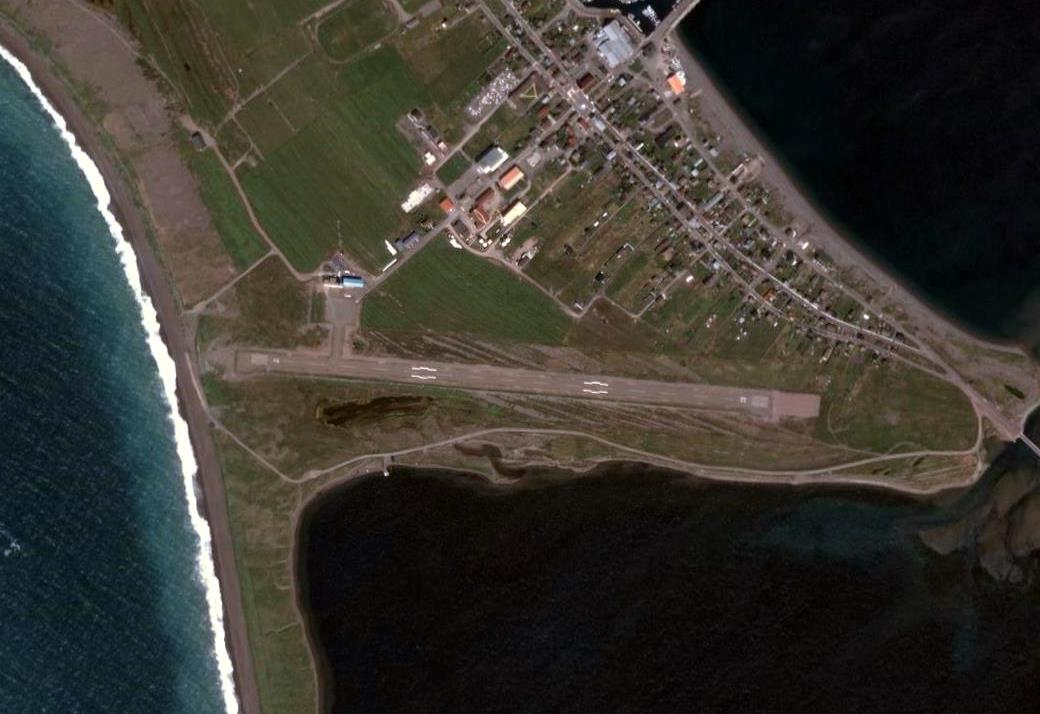

미클롱 공항(Miquelon Airport, IATA: MQC, ICAO: LFVM)은 미클롱섬의 지역 공항이다.
체크인 카운터, 관제 타워, 소방서 등 주요 건물이 위치해 있다.

## 갤러리
- 착륙 장면 (2008년 5월 15일)
- 체크인 데스크